# Tanaostigmodes carinatus
Tanaostigmodes carinatus är en stekelart som beskrevs av Lasalle 1987. Tanaostigmodes carinatus ingår i släktet Tanaostigmodes och familjen Tanaostigmatidae. Inga underarter finns listade i Catalogue of Life.